# Пост Мортем
«Пост Мортем» (венг. «Post Mortem») — исторический фильм ужасов венгерского режиссёра Петера Бергенди, действие которого происходит в конце Первой мировой войны. Венгрия выбрала «Пост Мортем» в качестве официального претендента страны на американскую кинопремию «Оскар» 2022 года в номинации «Лучший полнометражный фильм на иностранном языке». Всего к концу 2021 года фильм был показан на 28 зарубежных фестивалях по всему миру, на 18 из них он входил в основную конкурсную программу, и получил в общей сложности 23 награды. В российский прокат фильм запланирован 28 апреля 2022 года.

## Сюжет
Действие фильма происходит на территории Венгрии холодной зимой 1918 года, когда страна была опустошена в результате только что закончившейся Первой мировой войны и эпидемии испанского гриппа.
Военнослужащий австро-венгерской армии, австриец по национальности, Томас получает тяжёлое ранение во время сражения после разрыва артиллерийского снаряда. Его хоронят в братской могиле, но он неожиданно возвращается к жизни. Проходит шесть месяцев. После ухода из армии Томас начинает карьеру фотографа, специализируясь на фотографиях в жанре Post Mortem. Спасший его старый солдат пересказывает историю спасения Томаса в цирковом балагане от собственного имени. Однажды Томас встречает десятилетнюю девочку Анну, которая рассказывает ему о большом числе умерших и погибших в её родной деревне. Девочка смутно напоминает ему те мгновенья, в которые он находился между жизнью и смертью, когда похожий на неё ребёнок обратился к нему по имени. Уже некоторое время деревня окружена призраками до такой степени, что некоторые её жители носят на головах мешки с прорезями для глаз в качестве защиты.
Томас, видя возможность стабильного заработка, принимает приглашение жителей деревни, приезжает в неё и начинает фотографировать мёртвых. Мёртвые, однако, недовольны его действиями, и, поскольку Томас был одной ногой в их царстве, они пытаются вступить с ним в контакт. Жители деревни напуганы происходящим, но не верят, что умершие близкие могут причинить им вред. Главный герой с ужасом присутствует при левитации, реанимации, явлении воды, стекающей по стенам, появлении странных ожогов на груди мёртвых, убийстве призраком пожилой соседки и превращении людей на короткое время в марионеток. В попытках Томаса наладить контакты с духами присутствуют свои опасности. Каждое неверное его действие приводит к новой агрессии духов, каждый раз всё более жестокой, чем предыдущая. Духи не хотят жить в мире с живыми.

## Историческая основа фильма и его съёмки

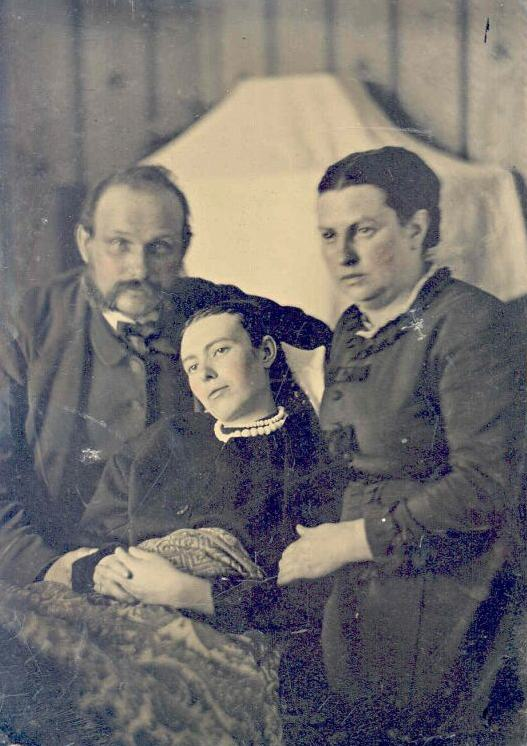
Родители позируют со своей усопшей дочерью

«Пост Мортем» — один из немногих венгерских фильмов ужасов (один из первых венгерских фильмов ужасов «Альрауне» был снят в 1918 году).
Фотографии жанра Post Mortem, вокруг которых завязывается действие фильма, «служили жизненно важной частью привычного процесса скорби, предоставляя ощутимый способ сохранить память об умершем любимом человеке как о живом и находились под рукой в случае необходимости, будучи представлены в гостиных и в семейных фотоальбомах, бок о бок с фотографиями живых». Иногда фотографии Post Mortem запечатлевали только мёртвых, в некоторых случаях члены семьи позировали с умершими. В сельской местности фотография умершего могла быть единственной его фотографией. Такие фотографии делали по всей Европе. Большинство подобных фотографий были сделаны с детьми. Однако, посмертная фотография не была широко распространена в Венгрии, хотя фотографии мёртвых создавались и здесь. В то время небогатые люди не могли позволить себе часто фотографироваться, потому что это стоило больших денег. В силу этого они бережно сохранили сделанные снимки.
Работа над фильмом заняла восемь лет. Летом 2012 года режиссёр Петер Бергенди вместе со своим творческим партнёром Габором Хеллебрандтом представил сюжет будущего фильма для участия в конкурсе зрительских фильмов. Затем началась работа над сценарием.
Сайт Cineuropa сообщал в декабре 2018 года, что фильм получил финансирование от Венгерского национального кинофонда, который также будет распоряжаться его международными продажами. Съёмки были рассчитаны на 41 день (до конца февраля 2019 года), должны были проходить в основном под открытым небом в Сентендре, а отдельных сцен — в Studio 4 на Mafilm Studios. Премьера была намечена на октябрь 2020 года
Съёмки фильма проходили в ноябре — декабре 2018 года и январе — феврале 2019 года, но из-за пандемии его премьера состоялась только в 2021 году. Фильм был снят в музее под открытым небом в 20 км от к северо-западу от Будапешта, на правом берегу Дуная в местечке Сентендре. Этот музей стал уникальным фоном для фильма. 63 гектара его территории посвящены народной архитектуре, традициям сельского хозяйства и образу жизни жителей региона. Постоянная экспозиция музея представляет туристам повседневную жизнь венгерской деревни прошлого с помощью подлинных, перемещённых со своего исторического места, зданий и аутентичных их копий. Среди них: жилые, хозяйственные постройки, церкви. Постоянная экспозиция под открытым небом охватывает период с середины XVIII до середины XX века.
Венгерский новостной сайт Index, освещающий как венгерские, так и международные новости, утверждал, что специалист по спецэффектам Даниэль Хамори начал создавать специальные маски для персонажей-призраков за полгода до съёмок. Во время съёмок у всех главных героев были дублёры, работавшие под руководством специалиста по трюкам Ласло Коши, которые участвовали в сценах, представлявших опасность для артистов. Каскадёры фильма работали также над американскими сериалами и фильмами, в том числе принимали участие в съёмках сериала «Игра престолов» и фильма «Мстители: Эра Альтрона»
В интервью режиссёр Петер Бергенди признавался, что у него уже есть идея для второй части фильма «Пост Мортем» — «это будет захватывающая история о привидениях в небольшом венгерском городке в 1920-х годах».

## Исполнители главных ролей и их персонажи
| Портрет | Актёр                | Персонаж |
| ------- | -------------------- | -------- |
|         | Виктор Клем          | Томас    |
|         | Фрузина Хайс         | Анна     |
|         | Юдит Шелл            | Марча    |
|         | Габор Ревицки        | Старик   |
|         | Жолт Ангер           | Онти     |
|         | Диана Магдольна Кисс | Ютка     |

## Создатели о фильме

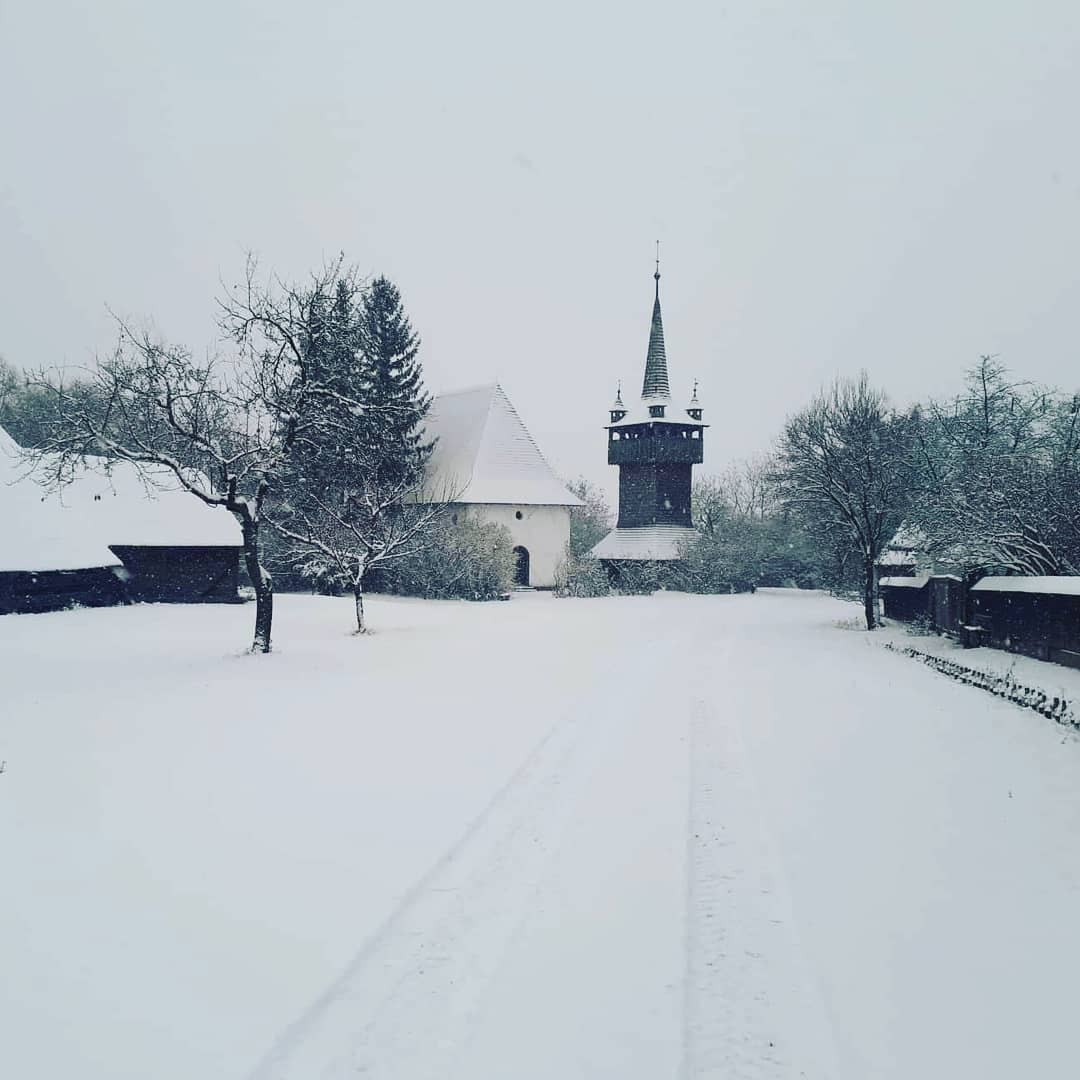
Этнографический музей в Сентендре зимой

Режиссёр фильма дал интервью венгерскому новостному порталу Szeretlek Magyarország. Он утверждал: «Фильмы ужасов всегда были мне близки». Бергенди сообщил журналисту, что смотрел любительские фильмы ужасов, снятые на киноплёнку Super 8, в детстве. Позже, в качестве профессионального психолога, он также привлекал в своих исследованиях образцы этого жанра. Идея вернуться к жанру хоррора возникла во время поиска места для съёмок фильма в музее под открытым небом в Сентендре. Зимой он закрыт, поэтому может быть использован как место действия. Эпоха, в которую происходит история, выбрана не случайно. Период после Первой мировой войны — одна из самых серьёзных трагедий в истории Венгрии. Режиссёр заметил, что посмертная фотография будоражит воображение современного человека. Сам режиссёр признавался, что в настоящее время уже не очень впечатлён фильмами ужасов (тем не менее «Экзорциста» и «Хэллоуин» он называл среди своих фильмов-фаворитов), а вот истории о привидениях производят на него сильное впечатление, и тема посмертной фотографии к ним очень подходит.
Режиссёр так объяснял национальность главного героя фильма: «Наш тогдашний продюсер, с которым мы потом расстались, предложил сделать героем иностранного персонажа, потому что это может помочь продать фильм за границу. Потом многое изменилось, но мы оставили главного героя немцем». Бергенди утверждал, что попытался снять фильм в соответствии со своими ожиданиями от просмотра фильмов ужасов: «Мы создали каждую сцену полностью осознанно, и мы показываем такие эпизоды, когда призрак должен появиться с определённой стороны, но именно оттуда он не появляется в нашем фильме». Бюджет фильма, по словам Бергенди, составляет лишь половину бюджета среднего низкобюджетного американского фильма ужасов. В нём обычно нет фокусов, сложных декораций, действие происходит в наши дни. Создатели фильма «Пост Мортем» создали костюмированный фильм с множеством персонажей, исторических костюмов и трюков. Они знали, что могли бы потратить вдвое больше, но приняли решение ограничить бюджет. По словам Бергенди, энтузиазм и серьёзное отношение съёмочной группы помогли снять фильм американского качества. Помощнику режиссёра Дьёрдю Чилле пришла идея использовать танцоров для изображения мертвецов. Среди лежащих на заднем плане трупов были куклы, но все, кроме одного, из сфотографированных главным героем мертвецов были танцорами.
На вопрос, существуют ли призраки и загробная жизнь, сам режиссёр даёт ответ: «Да… Несомненно, есть что-то сверхъестественное, что может исходить от человека, его бессознательного или от нашего коллективного, общего бессознательного… Что-то существует, когда всё складывается вместе, когда случаются случайные совпадения, оно может быть посланием из загробной жизни или из нашего бессознательного». Авторы фильма пытались совместить различные представления о потустороннем. В фильме есть явления полтергейста, но есть и воплощения, когда среди персонажей появляются призраки, а также феномен предвидения будущего.
Среди оснований для выдвижения фильма на «Оскар» Бергенди называл: наличие диалогов в фильме на венгерском языке (всего 17 минут разговора на почти двухчасовой фильм, из них большая часть на венгерском), качественная плёнка, классическая драматургия, на которой основаны американские фильмы, социальный контекст. Он признавался, тем не менее, что не особо рассчитывает на победу в номинации: «…С фильмом о беженце в Афганистане конкурировать сложно. В категории фильмов на иностранном языке особенно популярны работы, посвящённые актуальным политическим и социальным вопросам».

## Пресса о фильме
Англоязычный новостной сайт о Венгрии Hungary Today утверждал, что фильм от начала до конца очень страшный. Уникальность сюжета, по мнению художественного критика сайта Джулии Тар, в том, что в нём много призраков, преследующих живых людей, а не один. Первоначально премьера фильма планировалась в 2020 году, но была отложена из-за коронавируса. Джулия Тар писала, что пандемия делает историю, затронутую в фильме «Пост Мортем», актуальной, поскольку сотни тел жертв COVID-19 всё ещё находятся в грузовиках-рефрижераторах в Нью-Йорке, спустя более года после начала пандемии.
Кинокритик итальянского журнала Quinlan Андреа Фортана считал, что в Венгрии фильму вполне могут придавать политический смысл. Но европейский зритель воспринимает его как фильм ужасов. Петер Бергенди — режиссёр, увлечённый американским кинематографом, по мнению Фонтаны, вдохновлялся ранним творчеством Найта Шьямалана и фильмом Алехандро Аменабара «Другие». По словам критика, напряжение «вибрирует на протяжении всего фильма, достигая кульминации в удачно выбранных эпизодах повествования». Фонтана отметил мастерство работы со звуком и видеорядом, а также удачную игру исполнителей главных ролей, и, прежде всего, юную Фрузину Хайс. В то же время он негативно оценил «чрезмерную продолжительность повествования ради повествования, которое в конечном итоге утомляет» зрителя. Но, по его мнению, идея неразрывного союза между Историей и Смертью, связующее звено которого — фотография, которая представляет собой «смерть реальности», обладает большой художественной ценностью.
Джулия Тар отмечает естественность реакции жителей венгерского села на ужасные события, происходящие в фильме. По мере обострения ситуации они обвиняют Томаса, который является не венгром, а немцем, в их провоцировании. Тар писала, что многие критики упускают из виду глубину персонажей фильма и более глубокое объяснение того, почему именно от Томаса зависит решение проблемы. Одна даже задавалась вопросом, нужны ли фильму ужасов вообще сложные персонажи или история с глубоким смыслом. Цитируя определение триллеров, она писала, что фильмы этого жанра «характеризуются и определяются настроением, которое они вызывают, — повышенным чувством ожидания, волнения, удивления, предчувствия и беспокойства». «Пост Мортем», с её точки зрения, относится именно к этой категории. Тар писала, что финал, однако, кажется немного неожиданным и даже упрощённым. В фильме есть также несколько остающихся непонятными моментов. «Это не самая наводящая на размышления история… в ней нет очень ярких персонажей… Но… достаточно того, что эти недостатки в необходимой мере уравновешиваются острыми ощущениями и ознобом от просмотра явно профессионально сделанного фильма ужасов в стране, где явно не хватает жанровых фильмов».
Другая (анонимная) статья на Hungary Today утверждала, что фильм стоит посмотреть, но не следует возлагать на него большие надежды. Те, кто хорошо разбирается в мире фильмов ужасов, вместо испуга будут смеяться. Об этом же свидетельствует, с точки зрения автора статьи, и игра юной актрисы, которая вместо того, чтобы пребывать в страхе, постоянно улыбается. Попытки авторов напугать зрителя не сработали, хотя спецэффекты были сделаны очень хорошо. Часто зритель даже теряет сюжетную нить фильма.

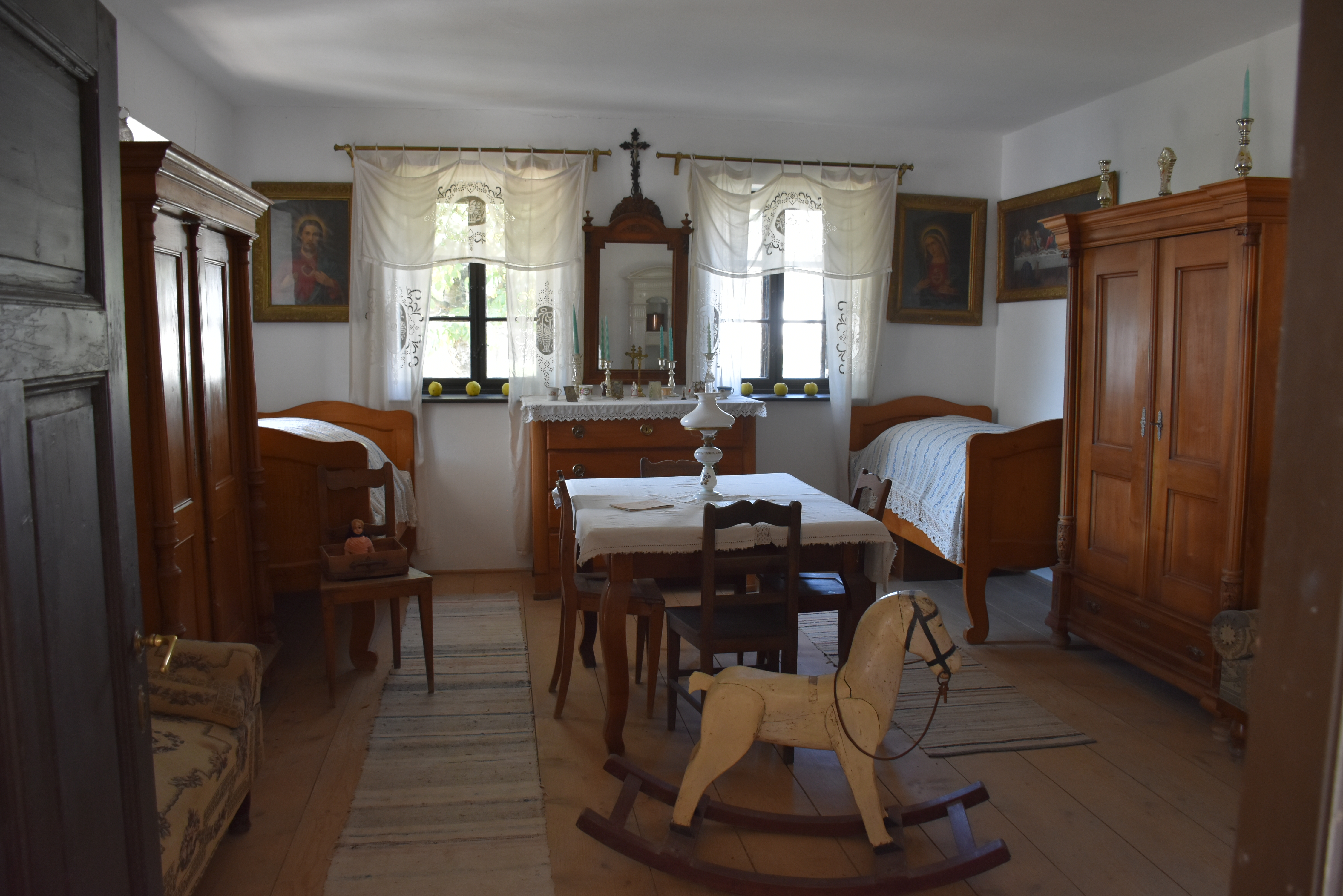
Интерьер жилого дома в Этнографическом музее

По утверждению венгерского кинокритика сайта Filmtett, фильм опирается на национальный фольклор и сельскую культуру. Томас и Анна — прекрасная пара благодаря естественной гармонии дуэта Виктора Клема и Фрузины Хайс. Сам фильм — это не только история о привидениях, но и детективная история, в которой главные герои допрашивают жителей деревни и пытаются получить рациональное объяснение сверхъестественного. Фильм отдаёт дань уважения современным технологиям записи изображения и звука. Он исследует взаимодействие между жизнью и смертью, их обратимость, поскольку оба главных героя волей обстоятельств когда-то оказались на «другой стороне». Однако фильм не даёт объяснений, которые обязательны в фантастическом жанре. Последние полчаса создатели подбрасывают всё новые и новые образы: мальчик-зомби, летающие люди, ползающие на четвереньках духи, а это означает, что фильм постоянно «переписывает своё собственное мировоззрение, но игнорирует требования зрителя». Авторы так и не раскрывают, какое отношение друг к другу имеют многочисленные трупы и появление призраков, чего они хотят, что нужно сделать, чтобы они исчезли. Кинокритик делал вывод: кажется, что не только персонажи не знают ответов на свои вопросы, но и сами создатели фильма. Они не смогли решить, хотят ли снять традиционный жанровый фильм или драму. Первая половина фильма выдерживает напряжение, используя классические элементы фильма ужаса (ночные шумы, движущиеся трупы…), но он, по мнению кинокритика, полностью распадается в конце, достигая высшей точки в совершенно непонятной сцене, которую не спас даже замечательный эпизод с изображением загробной жизни. Создатели фильма попытались создать традицию венгерского фильма ужасов с нуля. Они не говорят на языке ужаса как на родном для себя. В подобном жанре даже малейшее смещение акцента может создать противоположный эффект. Фильм часто не воздействует должным образом именно по этой причине: ужасы не страшны, так как игра актёра, ритм монтажа и особенно музыка почти никогда находятся в гармонии друг с другом, поэтому не возникает атмосфера ужаса. Когда он не претендует быть хоррором, то воспринимается положительно: история происходит в красивой сельской местности, в привлекательных интерьерах, актёры аутентичны, в сценарии тщательно проработаны детали. Критик заканчивает анализ фильма так: разочарования от фильма связаны с завышенными ожиданиями, формировавшимися, начиная с появления онлайн-версии (которая отличается от представленной в кинотеатрах), отсрочки его демонстрации из-за пандемии, вплоть до его номинация на «Оскар», которая представляется автору статьи конъюнктурной.
Обозреватель портала Cineuropa Фабьен Лемерсье писал о невероятно перекликающемся с происходящей пандемией коронавируса сюжете фильма, задуманного и снятого за годы до неё. Он отмечал, что хотя спецэффекты в фильме оправдывают ожидания (особенно он выделял «захватывающий финал»), развитие сюжета «утомительно, однообразно и запутанно, а сцены тоски и ужаса часто превращаются в комичные и нелепые». Активами фильма он считал исторический материал, на котором он снят, работу Андраша Надя в качестве оператора, Габора Балаша в качестве звукорежиссёра и композитора Аттилы Паксаи.
Джессика Кьянг из еженедельника Variety отмечала «откровенно странные отношения» между взрослым иностранным фотографом и 10-летней местной девочкой-сиротой и их «своеобразный подтекст, который можно назвать только романтическим». По её мнению, намёки сценаристов на возможность отношений между Томасом и деревенской вдовой Мирчей призваны развеять у зрителя неуместные для фильма предположения на этот счёт. Убедительная первоначально последовательность спецэффектов в фильме оказывается скучной, так как зрителю становится очевидным отсутствие понимания авторов, почему духи действуют именно таким образом. С иронией критик писала, что для расправы «невидимые силы забирают персонажей, как будто бы из-за того, что они слишком долго играют в этом, в конечном итоге, утомительном фильме». По её мнению, «точность [изображения] деталей того времени делает „Пост Мортем“ похожим на видение прошлого в тематическом парке для туристов», правда, она оговаривалась, что вполне «современная стрижка Томаса» не вписывается в общий исторический фон.

## Награды и прокат
Фильм был впервые представлен зрителям на Варшавском кинофестивале в 2020 году, а затем показан на Кинофестивале в испанском городе Ситжес и на других международных фестивалях. Фильм победил в четырёх номинациях Hungarian Motion Picture Awards, в том числе: за лучшую операторскую работу, лучший монтаж, лучший грим и лучший дизайн. На кинофестивале Toronto After Dark Film, где голосует зритель, а не жюри, он получил десять призов. Фильм «Пост Мортем» получил также четыре приза на фестивале фантастических фильмов и фильмов ужасов Sombra, который прошёл в 2021 году в Мерсии, на юге Испании. Всего к концу 2021 года фильм был показан на 28 зарубежных фестивалях по всему миру, на 18 из них он входил в основную конкурсную программу, и получил в общей сложности 23 награды. Это были в первую очередь европейские фестивали фэнтези, ужасов и фантастики.
Венгрия выбрала «Post Mortem» в качестве официального представителя от страны на 94-й церемонии вручения награды «Оскар» 2022 года в номинации «Лучший полнометражный фильм на иностранном языке» (последним венгерским фильмом в 2016 году получившим «Оскар», был «Пой», оригинальное название — «Все вместе», режиссёра Кристофа Деака в номинации «Лучший игровой короткометражный фильм», в нём одну из главных героинь играет Дороття Хайс, сестра исполнительницы роли Анны из фильма «Пост Мортем» Фрузины Хайс). Шорт-лист на «Оскар» 2022 года был обнародован 21 декабря. Фильм «Пост Мортем» отсутствует в этом списке в данной номинации.
Фирма Black Mandala приобрела права на распространение «Post Mortem» в Северной Америке. Сообщалось также, что за её пределами международный прокат осуществляет компания NFI World Sales. По сообщению новостного сайта Index, Национальный институт кино Венгрии только к октябрю 2021 года продал права на распространение фильма «Post Mortem» за рубежом дистрибьюторам во Франции, Италии, Германии, Польше, Австрии, Швейцарии и Словакии. Его также приобрели к этому времени местные дистрибьюторы в Южной Корее, Юго-Восточной Азии, включая Вьетнам, Индонезию, Гонконг, Малайзию, Индию, страны Латинской Америки, и Канаду.